# 全国同人誌即売会連絡会
全国同人誌即売会連絡会（ぜんこくどうじんしそくばいかいれんらくかい）は、同人誌即売会に関連する社会的状況の勉強会の実施や、同人誌即売会同士の情報交換と交流を目的とした団体。コミックマーケット準備会、COMITIA実行委員会、ガタケット事務局を含む同人誌即売会を主催する30以上の団体で構成されている。

## 歴史
著作権やわいせつ図画に関する対応における情報共有の必要性から全国同人誌即売会連絡会の設立が構想されたが、多種多様な同人誌即売会の主張をまとめることが難しく困難と思われていた。しかし、コミックマーケットの米澤嘉博の後押しがあり、2001年に設立が実現した。

## 活動
2010年、東京都青少年の健全な育成に関する条例の改正案をテーマにしたシンポジウムを協賛した。
2013年5月29日、自民・公明・日本維新の会が提出した「児童ポルノ禁止法」改定案に、「漫画やアニメを対象に含めている」として反対の声明を出した。7月16日には、法案を提出した高市早苗に陳情に行き、懸念を伝えて話し合いを行った。
2016年6月29日、同人誌の主要な顧客である若年世代の投票率を上げるために啓発サイト「とにかく選挙に行こう!!」を開設した。
2017年6月20日、埼玉県警が同人漫画家に配慮を求めたとされる問題に対し遺憾の意を表明し、マンガ・アニメ・ゲームに関する議員連盟に埼玉県警の対応について事実確認を求める要望書を提出した。
2019年3月10日、ダウンロード違法化の対象範囲の拡大の政府方針に対し、クリエイターの委縮を招くとして反対声明を出した。
2020年9月17日、公式ウェブサイトで、新型コロナウイルスの感染拡大に伴う文化庁の「文化芸術活動の継続支援事業」で、同人誌即売会も政府による資金補助を受けることが出来ることを報告した。これに伴い、文化庁と同庁に働きかけを行った参議院議員の山田太郎と藤末健三に感謝を表明した。